# Les Chansons que mes frères m'ont apprises
Pour plus de détails, voir Fiche technique et Distribution.
Les Chansons que mes frères m'ont apprises (Songs My Brothers Taught Me) est un drame américain de 2015 réalisé par Chloé Zhao.
Il est présenté au Festival du film de Sundance 2015 puis à la Quinzaine des réalisateurs au Festival de Cannes 2015.

## Synopsis
Johnny termine l'école secondaire. Lui et sa petite amie Aurelia s'apprêtent à quitter la réserve indienne de Pine Ridge pour chercher du travail à Los Angeles. La disparition soudaine du père de Johnny vient bousculer ses projets. Il hésite également à laisser derrière lui Jashaun, sa petite sœur de onze ans dont il est particulièrement proche. C'est tout simplement son avenir que Johnny doit maintenant reconsidérer.

## Fiche technique
- Titre : Les Chansons que mes frères m'ont apprises
- Titre original : Songs My Brothers Taught Me
- Réalisation : Chloé Zhao
- Scénario : Chloé Zhao
- Photographie : Joshua James Richards
- Musique : Peter Golub
- Production : Chloé Zhao, Angela C. Lee, Mollye Asher, Nina Yang Bongiovi et Forest Whitaker
- Société de distribution : Diaphana
- Langue : anglais
- Dates de sortie :
  - États-Unis : 27 janvier 2015 au Sundance Film Festival
  - France : 19 mai 2015 (Festival de Cannes 2015), 9 septembre 2015 (sortie nationale)

## Distribution
- John Reddy : Johnny Winters
- Jashaun St. John : Jashaun
- Travis Lone Hill : Travis
- Taysha Fuller : Aurelia
- Irene Bedard : Lisa
- Allen Reddy : Bill

## Accueil critique
En France, l'accueil critique est positif : le site Allociné recense une moyenne des critiques presse de 3,9/5, et des critiques spectateurs à 3,8/5. 